# Vänersborg (stacja kolejowa)
Vänersborg (szwedzki: Vänersborgs station) – stacja kolejowa w Vänersborg, w regionie Västra Götaland, w Szwecji. Położona jest na Älvsborgsbanan, około 500 m od centrum Vänersborg. Stacja posiada także dworzec autobusowy. Większość autobusów zatrzymuje się na placu przy stacji. W gminie Vänersborg jest inna stacja kolejowa Öxnered.

## Historia
Stacja została otwarta w 1867 roku, natomiast budynek powstał pod koniec XIX wieku i został zaprojektowany przez Claes Adelsköld.

## Linie kolejowe
- Älvsborgsbanan